# Grigore Moisil
Grigore C. Moisil (né le 10 janvier 1906 à Tulcea, Roumanie - mort le 21 mai 1973 à Ottawa, Canada) était un mathématicien roumain, membre de l'Académie roumaine. 

## Biographie
Grigore Moisil enseigna à l'Université Alexandre-Jean-Cuza de Iași, la plus ancienne du pays, fondée en 1860 par un décret d'Alexandru Ioan Cuza. Sa recherche a porté principalement sur la logique mathématique, l'algèbre et les équations différentielles. Il a par ailleurs apporté une contribution importante à l'introduction des premiers ordinateurs en Roumanie.
En logique, il a introduit la notion d'algebre trivalente de Lukasiewicz. Il a decrit de maniere axiomatique et algebrique, comme Boole pour la logique bivalente classique, les structures matricielles correspondantes aux theses logiques de Lukasiewicz (un systeme trivalent : vrai, faux, possible).
Moisil a également été membre de l'Académie des sciences de Bologne et de l'Institut international de philosophie. 
En 1996 la Société informatique lui a attribué à titre posthume la Récompense de Pionnier informatique.

## liens externes
- Notices d'autorité :   - VIAF
  - ISNI
  - IdRef
  - LCCN
  - GND
  - Pays-Bas
  - Pologne
  - Israël
  - NUKAT
  - Norvège
  - Tchéquie
  - WorldCat